# Rita Casablanca
Pour les articles homonymes, voir Casablanca (homonymie).
Rita Casablanca, originaire de Bucarest en Roumanie, est le nom de scène d'une danseuse classique roumaine, devenue show manager au Crazy Horse Saloon et professeur de danse. 

## Les débuts
Originaire de Bucarest, en Roumanie, elle suit une formation complète en danse (classique, contemporaine, folklorique), ponctuée de prix nationaux d'excellence. En 1996, elle devient - à la suite d'une audition - danseuse classique titulaire à l’Opéra National Roumain de Bucarest. Elle y danse pendant cinq ans. Parmi ses rôles favoris : Paquita, Mercédès, Mathilde de la Môle ou encore les Grandes Cygnes. En même temps, elle suit les cours de la Faculté de Droit de Bucarest.

## Le Crazy Horse
En 2001, elle accepte l'offre du célèbre cabaret Crazy Horse. Au sein de cette troupe, elle gravit tous les échelons : danseuse du groupe, danseuse solo, capitaine des danseuses, super capitaine, assistante show manager, show manager.
En cette dernière qualité, elle assure la direction de la troupe Crazy Horse à Lisbonne, Singapore et Las Vegas (MGM Grand). 
Parallèlement, elle reprend les études supérieures et obtient un diplôme  français de professeur de danse.
En 2009-2010, elle contribue à la mise en scène de la nouvelle revue Désirs, sous la baguette du chorégraphe Philippe Decoufle. Elle travaille avec des guest star comme Arielle Dombasle, Dita von Teese et Clotilde Courau.
Elle continue à gérer le spectacle parisien ou à accompagner la troupe dans ses déplacements en France (Chopard Crazy Diamonds, au Festival de Cannes, 2011) ou à l’étranger (Londres, Genève, Singapour, Las Vegas etc.).
En 2013, Rita quitte le Crazy Horse pour devenir le show-manager de Mugler Follies. 
Par la suite, elle est company manager du Cirque de Paname pour Le Monde de Jaleya.